# Constance Ford
Pour les articles homonymes, voir Ford (homonymie).

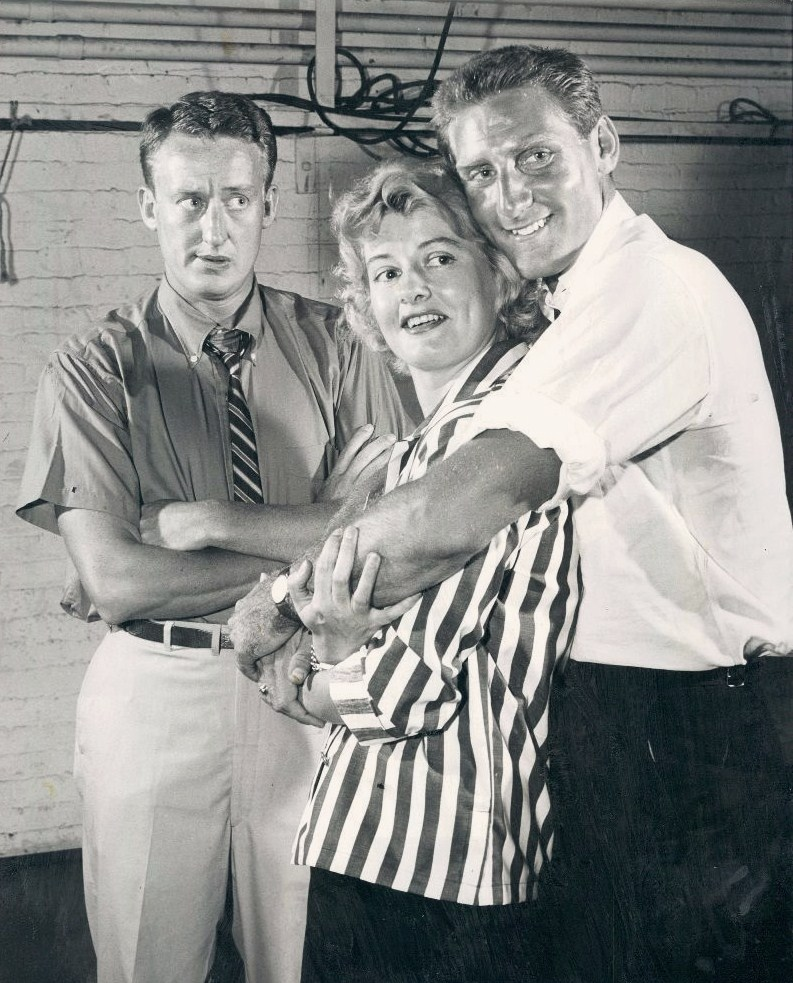
Avec Tom Poston (à g.) et Robert Elston, en 1959 à Broadway, dans la pièce Golden Fleecing

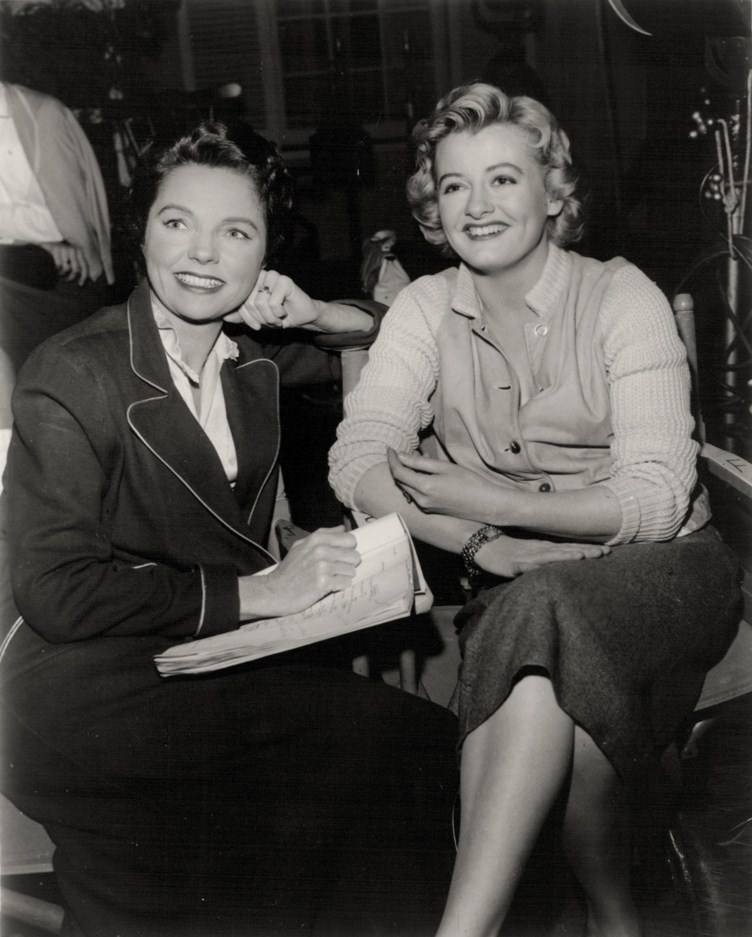
Avec Jane Wyatt (à g.), dans la série Papa a raison (photo de tournage, 1959)

Constance Ford est une actrice américaine, née le 1er juillet 1923 à New York - morte le 26 février 1993 dans cette même ville.

## Biographie
Constance Ford est née dans l'arrondissement du Bronx, à New York. Elle débute au théâtre à Broadway en février 1949, dans la pièce Mort d'un commis voyageur d'Arthur Miller (avec Lee J. Cobb et Mildred Dunnock), représentée 742 fois jusqu'en novembre 1950.
Suivent quatre autres pièces à Broadway, l'avant-dernière étant Nobody Loves an Albatross (en) de Ronald Alexander (en) (1963-1964, avec Robert Preston et Barnard Hughes) ; la dernière est UTBU de James Kirkwood Jr. (avec Tom Aldredge et Margaret Hamilton), jouée en 1966.
Toujours à Broadway, elle participe en 1958-1959 à la comédie musicale Say, Darling (en), sur une musique de Jule Styne (avec Vivian Blaine et David Wayne).
Au cinéma, Constance Ford contribue à seulement treize films américains, depuis le western La Dernière Chasse de Richard Brooks (1956, avec Robert Taylor et Stewart Granger) jusqu'à Refroidi à 99 % de John Frankenheimer (1974, avec Richard Harris et Edmond O'Brien).
Dans l'intervalle, citons Ils n'ont que vingt ans de Delmer Daves (1959, avec Richard Egan et Dorothy McGuire), Celui par qui le scandale arrive de Vincente Minnelli (1960, avec Robert Mitchum et Eleanor Parker) et L'Ange de la violence de John Frankenheimer (1962, avec Warren Beatty et Eva Marie Saint).
À la télévision, excepté un téléfilm de 1953, elle apparaît surtout dans soixante-six séries américaines dès 1949, dont Alfred Hitchcock présente (deux épisodes, 1956-1960), Gunsmoke (deux épisodes, 1956-1962) et Perry Mason (trois épisodes, 1958-1963).
Sa dernière série est le feuilleton Another World, où elle tient le rôle récurrent d'Ada Hobson durant 2 517 épisodes à partir de 1967 ; l'ultime est diffusé le 12 novembre 1992, trois mois et demi avant sa mort (en février 1993, à 69 ans), des suites d'un cancer, dans l'arrondissement de Manhattan, à New York.

## Théâtre à Broadway (intégrale)
(pièces, sauf mention contraire)
- 1949-1950 : Mort d'un commis voyageur (Death of a Salesman) d'Arthur Miller, mise en scène d'Elia Kazan, musique de scène d'Alex North : Mlle Forsythe
- 1952 : See the Jaguar de N. Richard Nash, mise en scène de Michael Gordon : Janna
- 1958-1959 : Say, Darling, comédie musicale, musique de Jule Styne, lyrics de Betty Comden et Adolph Green, livret d'Abe Burrows, Marian et Richard Bissell (en), décors d'Oliver Smith : Frankie Jordan
- 1959 : Golden Fleecing de Lorenzo Semple Jr. : Ann Knutsen
- 1963-1964 : Nobody Loves an Albatross de Ronald Alexander, mise en scène de Gene Saks : Hildy Jones
- 1966 : UTBU de James Kirkwood Jr., mise en scène de Nancy Walker, costumes de Theoni V. Aldredge : Valerie Rogers

## Filmographie

### Cinéma (intégrale)
- 1956 : La Dernière Chasse (The Last Hunt) de Richard Brooks : Peg
- 1957 : Le Shérif de fer (The Iron Sheriff) de Sidney Salkow : Claire
- 1957 : Bailout at 43,000 de Francis D. Lyon : Mme Frances Nolan
- 1959 : Ils n'ont que vingt ans (A Summer Place) de Delmer Daves : Helen Jorgenson
- 1960 : Celui par qui le scandale arrive (Home from the Hill) de Vincente Minnelli : Opal Bixby
- 1961 : Claudelle Inglish de Gordon Douglas : Jessie Inglish
- 1962 : House of Women de Walter Doniger et Crane Wilbur : Sophie Brice
- 1962 : L'Ange de la violence (All Fall Down) de John Frankenheimer : Mme  Mandel
- 1962 : Le Cabinet du docteur Caligari (The Cabinet of Caligari) de Roger Kay : Christine
- 1962 : Amours à l'italienne (Rome Adventure) de Delmer Daves : Daisy Bronson
- 1962 : Shoot Out at Big Sag de Roger Kay : Goldie Bartholomew
- 1963 : La Cage aux femmes (The Caretakers) d'Hall Bartlett : l'infirmière Bracken
- 1974 : Refroidi à 99 % (99 and 44/100% Dead) de John Frankenheimer : Dolly

### Télévision (sélection)

#### Séries télévisées
- 1956-1960 : Alfred Hitchcock présente (Alfred Hitchcock Presents)
  - Saison 1, épisode 38 The Creeper (1956) d'Herschel Daugherty : Ellen Grant
  - Saison 6, épisode 7 Outlaw in Town (1960) d'Herschel Daugherty : Shasta Cooney
- 1956-1962 : Gunsmoke ou Police des plaines (Gunsmoke ou Marshal Dillon)
  - Saison 2, épisode 13 Poor Pearl (1956) d'Andrew V. McLaglen : Pearl Bender
  - Saison 7, épisode 27 Wagon Girl (1962) d'Andrew V. McLaglen : Florida Jenkins
- 1958-1963 : Perry Mason, première série
  - Saison 1, épisode 24 The Case of the Deadly Double (1958) d'Andrew V. McLaglen : Helen Reed / Joyce Martel
  - Saison 6, épisode 27 The Case of the Potted Planter (1963) de Jesse Hibbs : Frances Walden
  - Saison 7, épisode 2 The Case of the Shifty Shoebox (1963) : Sylvia Thompson
- 1959 : Papa a raison (Father Knows Best)
  - Saison 5, épisode 28 An Extraordinary Woman de Peter Tewksbury : Dr Brown
- 1959-1960 : Bat Masterson
  - Saison 1, épisode 28 Lottery of Death (1959) : Gwen Parsons
  - Saison 2, épisode 27 Stage to Nowhere (1960) : Ivy Dickson
- 1961 : Au nom de la loi (Wanted: Dead or Alive)
  - Saison 3, épisode 16 Le Lâche (The Last Retreat) de Richard Donner : Sarah Lawton
- 1961 : Les Incorruptibles (The Untouchables)
  - Saison 2, épisode 31 Monsieur Nick Acropolis (The Nick Acropolis Story) de Don Medford : Stella Acropolis
- 1962 : Aventures dans les îles (Adventures in Paradise)
  - Saison 3, épisode 24 Le Marchand de rêves (The Dream Merchant) : Reba
- 1963 : Rawhide
  - Saison 5, épisode 14 Le Croque-mort (Incident of the Buryin' Man) de Thomas Carr : Georgia
- 1963 : Le Jeune Docteur Kildare (Dr. Kildare)
  - Saison 2, épisode 16 The Great Guy de James Komack : Reba Guy
- 1963 : La Quatrième Dimension (The Twilight Zone)
  - Saison 5, épisode 8 Oncle Simon (Uncle Simon) de Don Siegel : Barbara Polk
- 1967-1992 : Another World, feuilleton, 2 517 épisodes : Ada Hobson